# Seirocastnia
Seirocastnia é um gênero de traça pertencente à família Arctiidae.